# 尼古拉·戈尔布诺夫
尼古莱·戈尔布诺夫（俄語：Николай Петрович Горбунов，1892年6月21日—1938年9月7日）是一位苏联化学家和政治人物，曾任弗拉基米尔·列宁的私人秘书，在大清洗期间，被控从事间谍活动，1938年被处决，1954年平反。

## 外部連結
- Gorbunov, Nikolai Petrovich （页面存档备份，存于） in The Great Soviet Encyclopedia (1979)